# جورج دايفيد كيفر
جورج دايفيد كيفر (بالإنجليزية: George David Kieffer)‏ هو محامي أمريكي، ولد في 17 نوفمبر 1947 في نيويورك في الولايات المتحدة.